# بروز الفك العلوي
هناك نتوء ثلاثي، وهو بروز الفك العلوي (أو نتوء الفك العلوي) يتصل بالطرف الظهري لقوس الفك السفلي، وينمو مباشرة من حافتها المتصلة بالرأس، حيث يتم فصل أقصى الطرف البطني من قوس الفك السفلي عن طريق الثُلْمَة التي تكون على شكل "<".
يشكل نتوء الفك العلوي الجدار الجانبي وأرضية الحجاج، وفيها يتحجر العظم الوجني والجزء الأكبر لـلفك العلوي، ويتقابل هذا النتوء مع النتوء الأنفي الجانبي، ومع ذلك يتم فصله لفترة عن طريق أخدود، وهو الثلم الأنفي البصري الذي يمتد من الثلم المحيط بمقلة العين إلى الوهدة الشمية.
تلتحم نتوءات الفك العلوي في النهاية مع النتوءات الأنفية الجانبية والنتوءات الكروية مكونة الأجزاء الجانبية للشفة العليا والحدود الخلفية لفتحتي الأنف
ويتم تقويتها عن طريق العصب الفكي.

## صور إضافية

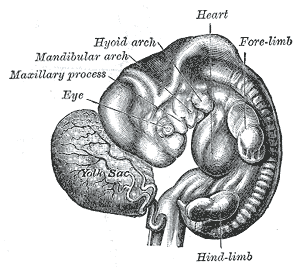
جنين بشري يتراوح عمره من 31 حتى 34 يومًا
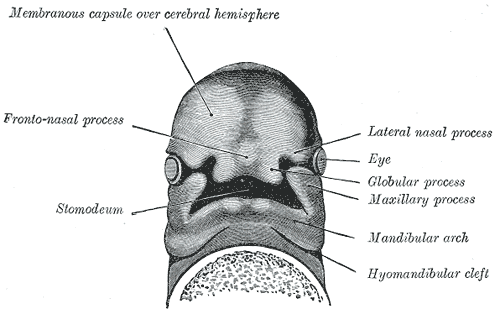
منطقة تحت سطح رأس جنين يبلغ تسعة وعشرين يومًا من العمر.
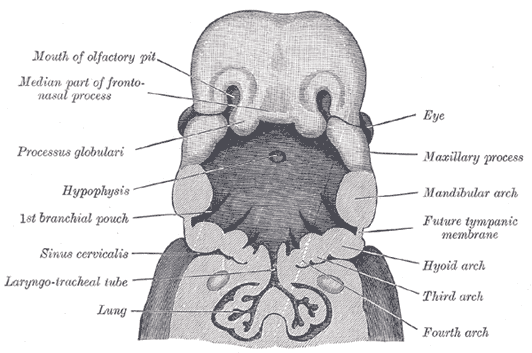
رأس ورقبة جنين بشري عمره 32 يومًا، يظهر من السطح البطني.